# اشلی کارو
اشلی کارو (انگلیسی: Ashley Carew؛ زادهٔ ۱۷ دسامبر ۱۹۸۵) بازیکن فوتبال اهل بریتانیا است.
از باشگاه‌هایی که در آن بازی کرده‌است می‌توان به باشگاه فوتبال کمبریج یونایتد، باشگاه فوتبال ایستلی، باشگاه فوتبال بارنت، باشگاه فوتبال دالیچ هملت، باشگاه فوتبال گیلینگام، باشگاه فوتبال وایت‌هاوک، باشگاه فوتبال ولینگ یونایتد، باشگاه فوتبال ابسفلیت یونایتد، باشگاه فوتبال ساتون یونایتد، باشگاه فوتبال بکنهام تاون، باشگاه فوتبال بروملی، باشگاه فوتبال کارشالتون اتلتیک، باشگاه فوتبال وورتینگ، و باشگاه فوتبال دوور اتلتیک اشاره کرد.